# Episodi di Six Feet Under (terza stagione)
La terza stagione della serie televisiva Six Feet Under è stata trasmessa per la prima volta negli Stati Uniti il 2 marzo 2003 e si è conclusa il 1º giugno 2003 sulla HBO, mentre in Italia è stata trasmessa in prima visione su Fox dal 5 settembre al 28 novembre 2005, e in chiaro su Italia 1 dal 28 settembre al 9 dicembre 2005.
| nº | Titolo originale        | Titolo italiano               | Prima TV USA   | Prima TV Italia   |
| -- | ----------------------- | ----------------------------- | -------------- | ----------------- |
| 1  | Perfect Circles         | Cerchi perfetti               | 2 marzo 2003   | 5 settembre 2005  |
| 2  | You Never Know          | Non si sa mai                 | 9 marzo 2003   | 12 settembre 2005 |
| 3  | The Eye Inside          | L'occhio interiore            | 16 marzo 2003  | 19 settembre 2005 |
| 4  | Nobody Sleeps           | Nessun dorma                  | 23 marzo 2003  | 26 settembre 2005 |
| 5  | The Trap                | La trappola                   | 31 marzo 2003  | 3 ottobre 2005    |
| 6  | Making Love Work        | Intese e malintesi            | 6 aprile 2003  | 10 ottobre 2005   |
| 7  | Timing and Space        | Il tempo e lo spazio          | 13 aprile 2003 | 17 ottobre 2005   |
| 8  | Tears, Bones and Desire | Lacrime, ossa e desiderio     | 20 aprile 2003 | 24 ottobre 2005   |
| 9  | The Opening             | Relazioni pericolose          | 28 aprile 2003 | 31 ottobre 2005   |
| 10 | Everyone Leaves         | Gente che viene, gente che va | 4 maggio 2003  | 7 novembre 2005   |
| 11 | Death Works Overtime    | Scomparsa                     | 11 maggio 2003 | 14 novembre 2005  |
| 12 | Twilight                | Semi-anestesia                | 18 maggio 2003 | 21 novembre 2005  |
| 13 | I'm Sorry, I'm Lost     | Una fine, un inizio           | 1º giugno 2003 | 28 novembre 2005  |

## Cerchi perfetti
- Titolo originale: Perfect Circles
- Diretto da: Rodrigo García
- Scritto da: Alan Ball
- Morte di: Nathaniel Samuel Jr. Fisher (1965 - 2002) inizialmente - (1965 - ) successivamente

### Trama
Continua l'intervento di Nate e questi viene dichiarato morto; Il ragazzo vive parallelamente alla famiglia ancora in vita ed ha contatti con il padre, mentre vede varie ipotesi per il suo futuro a seguito dell'operazione: la morte, la vita con problemi cerebrali e la vita normale, con Brenda o Lisa. Dopo un colloquio, alquanto strano, con il padre, viene dichiarato ancora vivo.
Nate si è prontamente rimesso dall'intervento e si è appena sposato con Lisa, con cui vive con la loro figlia Maya nella casa del datore di lavoro della donna. La Fisher & Figli ora è la Fisher & Diaz e Federico pretende di non essere trattato come dipendente. David e Keith, ora guardia di sicurezza in un centro residenziale per famiglie benestanti, fanno terapia di coppia, scoprendo che hanno un'ottima affinità sessuale, ma il resto della loro relazione non è altrettanto felice. Ruth passa molto tempo con la sua nipotina Maya e, indirettamente, rivela a Nate che anche lui non era un figlio "atteso" e che costrinse lei e Nathaniel a sposarsi. Claire inizia a frequentare il college ma è delusa da quello che le viene offerto; Effettua anche qualche lavoretto per conto della Fisher & Diaz, con i quali conosce un nuovo ragazzo. Nate ha continui deja-vu riguardanti ciò che vide quando è stato dichiarato morto durante l'operazione.

## Non si sa mai
- Titolo originale: You Never Know
- Diretto da: Michael Cuesta
- Scritto da: Scott Buck
- Morte di: Matthew Clark Hazen (1962-2003 - colpo d'arma da fuoco), Martin Jacobs (1978-2003 - colpo d'arma da fuoco), Andrew Wayne Milne (1952-2003 - colpo d'arma da fuoco), Daniel Grant Showalter (1968-2003 - suicidatosi con un colpo di pistola in bocca)

### Trama
Daniel Grant Showalter entra con un fucile a canne mozze nel suo vecchio ufficio di lavoro sparando ad alcuni suoi colleghi ed al suo vecchio capo; Una volta finiti i bossoli del fucile, estrae una pistola e si spara, suicidandosi. L'Impresa FIsher & Diaz ha inizialmente l'incarico per il capo d'ufficio e successivamente riceve anche quello dell'assassino, anche se Federico ne è contrario; David e Federico continuano a litigare anche durante il funerale. 
David entra a far parte di un coro maschile. Claire si avvicina al nuovo ragazzo, anche se questi le confida di avere rapporti anche con altre donne. Ruth si reca dalla sorella Sarah per aiutarla a disintossicarsi, anche con l'appoggio dell'amica Bettina; Qui, per alleviare la tensione, Ruth viene invitata da Bettina a provare una pastiglia di Sarah. Keith e David proseguono la terapia di coppia e, dopo una cena con Nate e Lisa, litigano ancora. Nate e Lisa sembrano avere una vita perfetta, ma l'uomo si sente oppresso e cerca di passare la maggior parte del tempo fuori di casa. Federico, sempre contrariato per l'accettazione del funerale Showalter, ha visioni dell'assassino e dell'ex capo che continuano a litigare anche da morti; Il ragazzo viene informato dal defunto che un giorno potrebbe essere proprio lui a scagliare la sua rabbia contro le altre persone.

## L'occhio interiore
- Titolo originale: The Eye Inside (a.k.a Another Voice)
- Diretto da: Michael Engler
- Scritto da: Kate Robin
- Morte di: Callie Renee Mortimer (1984-2003 - investita da un'automobile)

### Trama
Callie Renee Mortimer viene investita da un'auto mentre tenta di scappare da un gruppo di uomini che la seguono all'uscita di un locale; I ragazzi si rivelano suoi amici che volevano semplicemente farle uno scherzo, rimanendo scioccati per l'accaduto.
Ruth fa amicizia con Bettina. David e Keith si prendono qualche giorno di vacanza in un piccolo resort; Qui David non ha problemi a mostrare la sua omosessualità. Ruth scopre che Bettina taccheggia oggetti in un centro commerciale, e viene convinta a fare lo stesso. Lisa, stanca dei soprusi ricevuti dalla donna per cui lavora, decide di licenziarsi; Lei e Nate si trasferiscono temporaneamente a casa Fisher, rendendo così molto difficile per l'uomo trovare momenti in cui stare lontano dalla moglie. Claire, non contenta della situazione con Phil, decide di lasciare il ragazzo. Al ritorno dalla vacanza, una banale coda in autostrada finisce per rovinare il bel rapporto ricreatosi tra David e Keith.

## Nessun dorma
- Titolo originale: Nobody Sleeps
- Diretto da: Alan Poul
- Scritto da: Rick Cleveland, Alan Ball
- Morte di: Robert Lamar Giffin (1955-2003 - cardiomiopatia ipertrofica)

### Trama
Robert Lamar Giffin muore, a causa del suo problema cardiaco, sul divano di casa, abbracciato al compagno e circondato da amici, durante una normale serata di divertimento. Il compagno, da oltre vent'anni e componente del coro di David, chiede una cerimonia molto stravagante: mettere in scena un'opera teatrale durante il funerale; David accetta, anche se Federico non ne è altrettanto convinto. Il funerale viene chiuso da un tenore che canta Nessun dorma a cappella.
Lisa prepara una festa per il compleanno di Ruth. Claire e Russell vengono invitati dal prof. Oliver a trascorrere una serata, la stessa del compleanno della madre della ragazza, in compagnia di un artista; I due ragazzi si avvicinano molto e Russell confida a Claire di non essere omosessuale, come pensava lei. Nate risulta ancora molto stressato a causa della famiglia ed ha alcune visioni del padre, il quale lo avverte che sta diventando esattamente come lui. La festa di compleanno di Ruth, anche con l'aiuto di Bettina, ha un gran successo; Il giorno successivo Claire invita la madre a passare la giornata insieme. David confida a Keith di voler avere una relazione duratura.

## La trappola
- Titolo originale: The Trap
- Diretto da: Jeremy Podeswa
- Scritto da: Bruce Eric Kaplan
- Morte di: William Aaron Jaffe (1951-1975 - incidente stradale, trovato 28 anni dopo)

### Trama
Durante un'escursione in montagna, una coppia trova un'auto abbandonata, al cui interno è presente uno scheletro umano; I resti si scoprono appartenere a William Aaron Jaffe, morto 28 anni prima a causa di un incidente stradale. Il funerale viene organizzato dalla ex moglie, convinta che l'uomo l'avesse lasciata ed ormai risposatasi. Alla cerimonia presenzia il figlio del defunto, nato pochi mesi prima della scomparsa dell'uomo.
Claire, dopo essere stata nominata assistente del prof. Olivier, comunica a Federico di non poter più svolgere i lavoretti all'interno dell'impresa Fisher & Diaz; L'uomo convince i fratelli Fisher ad assumere un apprendista, Arthur. David scopre che un componente del coro è una sua vecchia fiamma. Nate riceve una visita a sorpresa da Brenda, la quale si scusa nuovamente per ciò che è accaduto tra i due in passato; L'uomo comunica tranquillamente l'incontro a Lisa, ma questa non prende molto bene la notizia. Keith, dopo un problema sorto con un collega durante un sopralluogo, decide di cambiare lavoro e cercarne uno migliore e permanente. Russell invita Claire ad uscire e la ragazza accetta, salvo rifiutare qualche giorno dopo. Ruth inizia una convivenza, molto bizzarra, con Arthur. Bettina si allontana temporaneamente per aiutare la figlia. Nate ha una visione del defunto, che lo sfida a scappare dalla sua vita attuale, ma l'uomo, inizialmente convinto ed ormai in viaggio, decide di tornare a casa dalla famiglia.

## Intese e malintesi
- Titolo originale: Making Love Work
- Diretto da: Kathy Bates
- Scritto da: Jill Soloway
- Morte di: Karen Postell Pepper (1964-2003 - Emorragia dal naso)

### Trama
Karen Postell Pepper muore a causa di una emorragia dal naso, dovuta ad un intervento di chirurgia facciale effettuato in precedenza.
Nate, Lisa e Maya si recano in campeggio con degli amici. Claire e Russell si baciano e finiscono per fare l'amore; David confida alla sorella la sua opinione riguardo l'omosessualità di Russell e che anche lui, da giovane, ebbe rapporti con delle donne. Nate, allontanatosi solitariamente per una escursione, in cui fuma marijuana, ha una visione di Brenda e sembra deciso della sua scelta di stare con Lisa. Ruth inizia a provare qualcosa per Arthur, che si dimostra un ragazzo riservato ed all'antica. David e Keith si confrontano riguardo alle loro passate relazioni con delle donne. Arthur e Federico sono alle prese con un defunto di corporatura massiccia, il quale cadrà dalla bara la notte prima del funerale. Dopo aver litigato, Nate e Lisa fanno l'amore nel bosco; La donna, al contrario dei rapporti recenti, ne rimane molto soddisfatta.

## Il tempo e lo spazio
- Titolo originale: Timing and Space
- Diretto da: Nicole Holofcener
- Scritto da: Craig Wright
- Morte di: Bernard Asa Chenowith (1939-2003 - Tumore allo stomaco)

### Trama
Bernard Asa Chenowith, padre di Brenda, muore a causa di un tumore gastrico che gli era stato diagnosticato solo tre mesi prima. Il corpo viene cremato ed il funerale celebrato sulla spiaggia in cui Nate e Brenda avrebbero dovuto sposarsi. L'incarico non è della Fisher & Diaz.
Lisa si reca ad una convention culinaria con un'amica, lasciando Maya al marito. Nate, dopo aver appreso della morte del padre di Brenda leggendo il necrologio sul giornale, si reca al funerale per stare vicino a Brenda ed alla sua famiglia, con l'approvazione della moglie. Tuttavia, non trovando una baby sitter per la figlia, decide di portarla con sé. Ruth continua la sua relazione solitaria con Arthur e quest'ultimo sembra iniziare a provare gli stessi sentimenti. Brenda confessa a Nate di non aver avuto relazioni dopo la loro rottura. Federico è preoccupato per la depressione di Vanessa, sorta soprattutto a causa della scomparsa della madre della ragazza. Claire riferisce a Russell di non volersi abituare a stare bene con lui, per non rimanerne ferita successivamente. Lisa si infuria con Nate, reo di aver portato la loro figlia dalla sua ex ragazza. David e Keith vengono invitati ad una festa, per soli omosessuali, da un componente del coro. Qui Keith non è però a sua agio e si allontana prima del termine. Nate ha una visione del defunto, a cui confida di non essere felice con Lisa.

## Lacrime, ossa e desiderio
- Titolo originale: Tears, Bones and Desire
- Diretto da: Dan Attias
- Scritto da: Nancy Oliver
- Morte di: "Papi" (1940-2003 - cause naturali)

### Trama
"Papi" muore per cause naturali di fronte ai numerosi giovani figli; Il defunto è una persona molto religiosa e possiede quattro mogli ed una decina di figli, con i quali vive felicemente nella stessa abitazione. La famiglia Fisher e Federico rimangono sorpresi nello scoprire questi strani dettagli della vita dell'uomo.
Lisa si reca, sotto falso nome, al lavoro da Brenda per scoprire il perché della rottura con Nate. I rapporti tra Ruth ed Arthur si incrinano dopo che la donna bacia ripetutamente il ragazzo. David e Keith partecipano ad un incontro di paint-ball per soli omosessuali; A loro si uniscono alcuni elementi del coro antipatici a Keith, su cui l'uomo si vendicherà per la brutta figura rimediata ad una festa pochi giorni prima. Federico continua ad essere preoccupato per la depressione di Vanessa; L'uomo decide di affrontare la situazione quando il figlio maggiore viene allontanato da scuola per colpa dei pidocchi. Claire viene mandata dal prof. Olivier a fare una commissione in una città lontana; Qui apprende che l'uomo è solito tentare approcci sia con le studentesse che con gli studenti, ed è preoccupata per Russell, rimasto da solo con il prof. Olivier. David e Keith vedono un altro uomo, conosciuto alla partita di paint-ball, inserirsi nella loro relazione. I Fisher scoprono che la famiglia di "Papi" era solita avere i pidocchi e decidono di lavare ogni cosa in casa accuratamente. Arthur, inizialmente deciso a mantenere un rapporto di sola amicizia con Ruth, decide di abbracciare i suoi sentimenti per la donna.

## Relazione pericolose
- Titolo originale: The Opening
- Diretto da: Karen Moncrieff
- Scritto da: Kate Robin
- Morte di: Melinda Mary Bloch (1965-2003 - suicidio per asfissia con il monossido di carbonio)

### Trama
Melinda Mary Bloch, dopo aver preparato le valigie, essersi truccata ed aver lasciato delle buste alle persone care, si siede in macchina e, dopo aver acceso il motore, chiude la basculante del garage morendo soffocata. Nate e Federico vengono informati dall'ex compagno della donna che la stessa si è suicidata in quanto appena stata lasciata dall'uomo.
Nate e Lisa litigano sul loro rapporto e pensano al divorzio. Claire e Russel espongono alcune loro opere ad una mostra, assieme ad artisti più rinomati, tra i quali il prof. Olivier e Billy. David e Keith discutono del loro rapporto a tre con un altro uomo e decidono di rifarlo. Claire scopre che Billy ha avuto rapporti sessuali con il prof. Olivier al fine di poter avviare la sua carriera da artista. Nate e Lisa incontrano Brenda alla mostra e le due donne fingono di non essersi mai incontrate; Nel bagno però, le due si incontrano nuovamente e Lisa rivela a Brenda le sue preoccupazioni sul rapporto con Nate, venendo poi tranquillizzata dall'ex compagna del marito. Federico è ancora in ansia per la depressione di Vanessa, la quale è ora in cura con dei farmaci; La donna, su consiglio di una collega, decida di assumere dei farmaci diversi da quelli prescrittele dal medico. Nate e Lisa si riappacificano e decidono di tentare nuovi approcci al loro rapporto. Ruth ed Arthur, dopo la mostra di Claire, passano la serata nella camera della donna abbracciati e sdraiati sul letto. Brenda, dopo essere rientrata a casa ed aver trovato la madre durante un rapporto sessuale nel soggiorno con il prof. Olivier, decide di trasferirsi temporaneamente da Billy. L'opera realizzata da Russell viene acquistata dal prof. Olivier, mentre quella di Claire viene acquistata da Russell; La ragazza è ancora preoccupata per l'ipotetica relazione di Russell con il professore. David non rimane soddisfatto della nuova avventura con uno sconosciuto, in quanto è stato Keith e decidere il tutto.

## Gente che viene, gente che va
- Titolo originale: Everyone Leaves
- Diretto da: Dan Minahan
- Scritto da: Scott Buck
- Morte di: Jeanette Louise Bradford (1928-2003 - puntura d'ape)

### Trama
Jeanette Louise Bradford, prozia di Keith, viene punta da un'ape durante un pic-nic con la famiglia ed, essendo allergica, muore per shock anafilattico. L'incarico non è della Fisher & Diaz.
David e Keith si recano dalla famiglia di quest'ultimo per presenziare al funerale. Vanessa, con l'assunzione dei nuovi farmaci senza prescrizione, non è più depressa, ma inizia a soffrire di problemi cardiaci. Russell comunica a Claire di aver avuto un rapporto sessuale con il prof. Olivier, venendo lasciato dalla ragazza. Il rapporto tra Ruth ed Arthur viene rovinato quando il ragazzo rifiuta di avere un rapporto sessuale con la donna, confidandole di non essere ancora pronto. Lisa si allontana per qualche giorno per far visita alla sua famiglia, lasciando Maya a Nate, il quale è molto felice di passare del tempo con la figlia. Keith, durante la permanenza a casa dei suoi genitori, decide di intraprendere un dialogo con il padre per perdonarlo di ciò che è successo in passato, ma l'uomo ha una reazione aggressiva e, soprattutto, non ha ancora approvato la notizia che il figlio sia omosessuale; David, intervenuto a supporto di Keith, litiga con il compagno e decide di anticipare il rientro e confidarsi con Patrick. Brenda, dopo essere stata baciata da Billy, chiede aiuto a Nate; Dopo aver parlato, i due si baciano. Nate cerca di contattare la moglie, ma non riesce a rintracciarla ne sul cellulare ne a casa della famiglia, preoccupandosi per la sua scomparsa.

## Scomparsa
- Titolo originale: Death Works Overtime
- Diretto da: Dan Attias
- Scritto da: Rick Cleveland
- Morte di: Dorothy Su (1945-2003 - colpo di pistola in fronte), Edward Tully (1955-2003 - folgorazione), David Raymond Monroe (1971-2003 - colpo di calore in palestra)

### Trama
Dorothy Su, proprietaria di un negozio di alimentari, durante una rapina dei pochi dollari all'interno della cassa, viene uccisa dal rapinatore con un colpo di pistola alla testa. 
Edward Tully, addetto alla manutenzione dei cavi dell'alta tensione della linea elettrica, durante una breve scossa di terremoto viene a contatto con i cavi stessi e muore folgorato.
David Raymond Monroe muore durante un allenamento in palestra.
Nate comunica alla famiglia la sparizione di Lisa; Viene informata anche la polizia, che si limita ad aprire una pratica di persona scomparsa. Russell tenta, inutilmente, in ogni modo di fare pace con Claire. Federico accompagna Vanessa dal dottore per un controllo, il quale diagnostica alla donna una forma di depressione e le comunica il rischio lei corso avendo utilizzato dei farmaci senza prescrizione medica. Claire, dopo aver eseguito un test di gravidanza, scopre di essere incinta. A differenza del resto della famiglia, Ruth è convinta che la sparizione di Lisa sia solo un disguido, che non si tratti di un rapimento e che tutto si risolverà a breve. Brenda, Billy e la madre si incontrano per spargere le ceneri del padre defunto poco tempo prima; Non trovandosi d'accordo sulla località, la madre disperde le ceneri dal balcone della sua abitazione. David chiede aiuto a Keith per le ricerche di Lisa. La polizia informa Nate di aver ritrovato l'auto della moglie abbandonata. Federico, dopo aver lasciato la carta di credito alla moglie, scopre che la stessa ha speso più di quanto accordato e va alle lezioni di ballo, a cui si era iscritto con Vanessa, da solo. Nate si reca a visionare l'auto della moglie e trova dei dettagli che non lo convincono, ma questo non convince i ricercatori che si tratti di un rapimento. Ruth, inizialmente convinta del tranquillo epilogo sulla scomparsa di Lisa, comincia a dubitare che possa esserle successo qualcosa di spiacevole e si sfoga con George, un uomo accorso al funerale della signora Su. David e Claire raggiungono Nate, che ha affittato una camera d'albergo nei pressi del luogo in cui è stata rinvenuta la macchina di Lisa.

## Semi-anestesia
- Titolo originale: Twilights
- Diretto da: Kathy Bates
- Scritto da: Craig Wright
- Morte di: Carl Desmond William (1948-2003 - iniezione letale)

### Trama
Carl Desmond William, criminale accusato di aver ucciso un gruppo di donne, viene condannato alla pena di morte per iniezione letale. La figlia del defunto cerca di iniziare una relazione con Nate.
Continuano le ricerche di Lisa mentre Nate immagina cosa possa esserle accaduto: che sia scappata con un altro uomo, che sia finita vittima di un omicida o che si sia suicidata. Ruth inizia una relazione con George e dopo poche settimane decidono di sposarsi. Nate e Brenda litigano in quanto l'uomo non vuole più vedere la donna. Claire, accompagnata da Brenda, si reca in ospedale per abortire. David, dopo aver litigato con Keith, si vede con Patrick ed i due hanno un rapporto sessuale. Ruth, dopo aver chiesto consiglio a David, comunica a George di voler rimandare il matrimonio, senza opposizione di quest'ultimo. David informa Keith che la loro relazione è finita. Nate ha una visione di Lisa nell'aldilà e le comunica di aver sprecato la sua migliore occasione per essere felice.

## Una fine, un inizio
- Titolo originale: I'm Sorry, I'm Lost
- Diretto da: Alan Ball
- Scritto da: Jill Soloway
- Morte di: Anahid Hovanessian (1951-2003 - colpita in testa da un "ghiaccio blu" proveniente da un aeroplano), Lisa Kimmel Fisher (1967-2003 - causa non rivelata; La sua morte viene comunicata a fine episodio)

### Trama
Anahid Hovanessian, viene colpita in testa da un "ghiaccio blu" mentre era al telefono con il marito. Nate, a causa della sua crisi depressiva, caccia il marito dall'ufficio mentre stavano decidendo i dettagli per il funerale.
Nate inizia ad avere una crisi depressiva e passa le notti ad ubriacarsi nei bar, lasciando la figlia alle cure della famiglia. Ruth e George comunicano alla famiglia la loro decisione di sposarsi; nell'insicurezza della famiglia Fisher, Nate appare il più contrariato. Brenda inizia una relazione con il suo nuovo vicino di casa. David decide di chiarirsi con Keith, confessandogli anche di quanto successo con Patrick, ed i due ricominciano la loro relazione. Nate e Ruth litigano furiosamente a causa della scelte di vita che il ragazzo è stato obbligato a fare dalla madre, tra cui soprattutto l'essere rimasto a lavorare nell'impresa di famiglia. Claire va a trovare suo padre al cimitero e lo trova durante una grande festa di persone defunte, tra cui scorge Gabriel con il fratellino, ed incontra anche Lisa; La donna le mostra il figlio mai nato e le promette che se ne prenderà cura se lei farà lo stesso con Maya. Federico, ormai stanco di avere la sorella di Vanessa in casa, viene portato in uno strip-club da un conoscente. Qui incontra Sofia, una spogliarellista con cui ha un veloce rapporto sessuale. Nate riceve una telefonata dalla polizia che gli comunica di aver rinvenuto il cadavere della moglie. Ruth e George si sposano, alla presenza della sola famiglia Fisher. Durante la piccola festa organizzata, Arthur è dispiaciuto con sé stesso per non aver portato avanti la sua relazione con la ormai neo-sposa. Ruth ha una visione di Nathaniel in lacrime per la decisione della moglie di risposarsi. Nate, dopo aver innescato una piccola rissa in un bar ed essere stato picchiato violentemente, tenta il suicidio con il supporto delle visioni di Nathaniel e Lisa. Dopo essersi reso conto di non voler morire, si reca a casa di Brenda.